# Ізміт (санджак)
Мутасаррифат або санджак Ізміт або санджак Коджаелі (араб. اذميد سنجاغي) — адміністративно-територіальна одиниця Османської імперії. Існував у 1888—1922 роках. Утворився з частини вілайєту Хюдавендігар (на теперішніх землях Туреччини). Протягом існування часто змінював вищу юрисдикцію внаслідок поточної ситуації, необхідності, забаганок султанів.

## Історія
Цей регіон називали Коджаелі на честь Акчи-Коджи, що першим захопив тут землі для Османського бейліка. У 1329 році отримує статус санджака. У 1331 році його адміністративним центром стає Ізміт. У 1393 році увійшов до Анатолійського бейлербейства. У 1533 році передано до еялету Архіпелаг. У 1846 році передано до еялету Кастамону. У 1853 році увійшов до складу Хюдавендігарського еялету (з 1867 року — вілайєту). У 1870 року передано до Стамбульського вілайєту. 1871 року повернуто до вілайєту Хюдавендігар.
У 1872 році стає самостійним санджаком, проте у 1876 року знову повернуто до Стамбульського вілайєту, а 1887 року — до Хюдавендігарського. У 1888 році зрештою отримує статус мутасаррифату (автономного санджаку), який зберіг до розпаду Османської імперії.
Після мудроського миру 1918 року та з початком під час греко-турецької війни був базою султанських прихильників, що намагалися зберегти монархію. Внаслідок цього місце населення за наказом Мустафи Кемаля почали репресувати. Особливо постраждали греки й вірмени. Тоді ці області було зайнято грецькими військами. Втім у 1921 році після поразки останніх тут встановлено владу Турецької республіки. Слідом за цим колишній мутасаррифат увійшов до провінції Коджаелі.

## Структура
Мутасаррифат складався з 7 кази: Ізміт, Адапазари, Карамюрсель, Кандира, Гейве, Ялова, Ізник.

## Населення
За відомостями офіційного перепису 1914 року в санджаку мешкало 325 153 особи, з яких 226 859 були мусульманами, 55 852 — вірменами, 40 048 — греками.

## Економіка
Основу становило землеробство та дрібне ремісництво. Вирощували пшеницю, жито, ячмінь, просо.